# Револвераш (стрип)
Револвераш је 29. епизода стрип серијала Кен Паркер објављена у Лунов магнус стрипу бр. 539. Објавио ју је Дневник из Новог Сада у априлу 1983. године. Имала је 92 стране и коштала 23 динара. Епизоду је нацртао Ђовани Ћанти, а сценарио написао Алфредо Кастели. Аутор насловне стране за ЛМС није познат.

## Оригинална епизода
Оригинална епизода објављена је у мају 1980. године под насловом Il magnifico pistolero. Издавач је била италијанска кућа Cepim. Коштала је 500 лира и имала 96 страна.

## Кратак садржај
Година је и даље 1876, а Кен се налази на путу према кући својих родитеља. Успитна станица му је Билингс, Монтана. Наилази на човека који му се представља као Чарлс Атер. Чарлс је старији човек који је почео да губи вид. Кренуо је код очног доктора у Хелену (Монтана). Током пута придружује им се и Сидни Барнет, који жели да пронађе и убије Дивљег Била Хикока да би уместо њега постао револверашка легенда.
Група револвераша напада Кена, Чарлса и Сиднија, након чега Кен открива да је Чарлс у ствари Бил Хикок. Касније то открива и Сидни, који га изазива на двобој. Кен покушава да спречи двобој, али Хикок на крају, иако полу-слеп, убија Барнета.

## Значај епизоде
И ова епизода, као и претходних неколико (ЛМС-449, ЛМС-460, ЛМС-500, ЛМС-527) разматра аспекте старења и напуштања заједнице. Услед старости, Бил Хикок губи вид и жели да проведе старост мирно. За разлику од осталих епизода у којима оклина одбацује старе, у овој епизоди околина на да старима да оду. Млади револвераши и даље траже Била да би постали веће легенде од њега.
Када на крају епизоде (стр. 88), Кен преклиње Барнета да не изазва Била на двобој јер је овај слеп, Барнет верује да је Бил све то измислио, јер је кукавица и хоће да избегне двобој. Коначно, Бил убија Барнета, чиме показује да је, иако полу-слеп, и даље остаје легенда која не може да оде у ”пензију.”